# Saturn (песня)
«Saturn» (с англ. — «Сатурн») — песня американской певицы и автора песен SZA, выпущенная в качестве ведущего сингла с Lana (2024) — переиздания её второго студийного альбома SOS (2022). Она была неожиданно выпущена 22 февраля 2024 года, спустя более двух недель после её дебюта на церемонии «Грэмми». В песне поднимаются темы нигилизма и бегства от реальности: лирическая героиня оплакивает несправедливость мира, задаётся вопросом, почему плохие вещи случаются с хорошими людьми, и мечтает покинуть Землю в надежде, что на Сатурне, возможно, жизнь будет лучше. Музыкально «Saturn» завораживает мерцающим звучанием, в котором переплетаются арпеджио и сияющие синтезаторы. На 67-й церемонии «Грэмми» песня получила награду за «лучшую R&B-песню» и также претендовала на победу в номинации «лучшее R&B-исполнение». Обложка сингла обыгрывает дизайн хита SZA «Love Galore» (2017).

## Предыстория
Второй студийный альбом американской певицы SZA (Солана Имани Роу) SOS (2022), после выхода был встречен критиками и коммерчески успешен. Альбом получил 94 балла на сайте Metacritic, дебютировал на вершине Billboard 200, побил ряд рекордов чартов и стал одним из важнейших событий в карьере. SZA сообщила о скором выходе делюкс-версии в Instagram после релиза SOS в начале декабря 2022 года, а 21 декабря она снова сообщила об этом в посте, где выразила благодарность за дебют альбома под номером один: «Я сделаю ещё один взмах для делюкса, а потом заткнусь на некоторое время».
8 сентября 2023 года SZA провела эксклюзивный концерт-сюрприз в Brooklyn Navy Yard в честь SOS, на котором рассказала, что ранее анонсированное делюкс-издание переросло в собственный студийный альбом под названием Lana (2024). В сет-листе было несколько неизданных песен, а именно «PSA», которая была использована в официальном тизере SOS; «DTM», которая была показана в клипе на сингл SOS «Snooze» (2023); «Boy from South Detroit» и «Saturn». На 66-й ежегодной церемонии вручения премии «Грэмми», состоявшейся 4 февраля 2024 года, SZA официально представила песню «Saturn» в полном объёме в рамках рекламной паузы Mastercard.

## Композиция
Песня «Saturn» была написана SZA и её продюсерами Картером Лэнгом, Робом Бизелом, Solomonophonic (Джаред Соломон) и Monsune (Скотт Чжан).
Композицию описывают как сплав стилей R&B, поп и альтернатива, производство сочетает медленный, плавно текущий ритм boom bap с арпеджиацией и звуками синтезаторов, в результате чего получается мерцающий инструментал, который критики описывают как мечтательный и блестящий. Как они отметили, спокойное и мягкое звучание инструментов и голоса SZA резко контрастирует с темой безнадёжности в песне. Мэри Сироки из Consequence связала название песни с Возвращением Сатурна в гороскопической астрологии, которое происходит через 29,5 лет после рождения и знаменует начало новых взрослых испытаний и прозрений человека.
В тексте песни нигилистически настроенная SZA переживает экзистенциальный кризис и выражает разочарование жизнью на Земле, задаваясь вопросом, станет ли жизнь лучше и справедливее. Её сетования сосредоточены на том, почему веселье, обещанное ей жизнью, «не соответствует рекламе» и почему плохие вещи случаются с хорошими людьми, считая, что несправедливая карма заставила их «умереть молодыми и бедными» и задаваясь вопросом: «Если есть смысл быть хорошим, / Тогда где моя награда?». В припеве SZA размышляет о том, что жизнь может быть лучше на Сатурне, где она могла бы быть свободна от бремени сердечной боли; ранее в первом куплете она обращается за помощью к другой вселенной.
Позже песня становится более оптимистичной. В соответствии с тем, что SZA сказала журналу People после церемонии вручения премии «Грэмми», в «Saturn» говорится, что, хотя люди стремятся убежать от мировых потрясений, в конце концов они «найдут на Земле то, что стоит спасти». Этой строкой SZA противостоит боли одиночества и постоянным сердечным страданиям, а в следующей строке «It’s all for the taking, I always say» она подтверждает, что контролирует свою жизнь и имеет возможность сделать мир лучше.

## Релиз
Песня «Saturn» была неожиданно выпущена на стриминговых сервисах 22 февраля 2024 года в качестве лид-сингла с альбома Lana, переиздание SOS. Релиз вышел с пятитрековым бандлом, состоящим из оригинальной версии, концертной версии, ускоренной версии, инструментальной версии и версии а капелла.

## Коммерческий успех
«Saturn» стал 10-м хитом певицы в топ-10 (Hot 100) и присоединился к уже находящемуся там в эту неделю и занявшему второе место синглу «Snooze» (6-9). Одновременно «Saturn» сместил «Snooze» с первого места в мультиметрическом соул-чарте Hot R&B Songs, став шестым номером номером один («Snooze» возглавлял Hot R&B Songs в течение 30 недель, сравнявшись с песней SZA «Kill Bill» по продолжительности пребывания на первом месте среди женщин с момента создания чарта в 2012 году).

## Живые исполнения
Выступление SZA под эгидой Mastercard началось с того, что она повисла на виноградной лозе, спускавшейся со сцены, на которой был установлен фон с лесной тематикой в соответствии с рекламным посылом. На ней был топ из настоящих семян деревьев — костюм, который Бриттани Спанос из Rolling Stone сравнила с костюмом «лесной нимфы». Танцоры сопровождали SZA, пока она исследовала лес, где она нашла и покачалась на качелях, а во время аутро она прочитала рекламный текст: «Мы — сила природы, когда собираемся вместе». Выступление стало частью рекламы инициативы Mastercard «Коалиция „Бесценная планета“» (Priceless Planet Coalition) — кампании, цель которой — посадить 100 миллионов деревьев по всему миру, чтобы бороться с изменением климата, восстанавливая леса по всему миру.

## Чарты
| Чарты (2024—2025)                     | Высшая позиция |
| ------------------------------------- | -------------- |
| Австралия (ARIA)                      | 8              |
| Австралия (ARIA)                      | 1              |
| Канада (Billboard Canadian Hot 100)   | 8              |
| Канада (Billboard CHR/Top 40)         | 6              |
| Канада (Billboard Hot AC)             | 31             |
| Мир (Billboard Global 200)            | 5              |
| Греция (IFPI)                         | 60             |
| Индонезия (Billboard)                 | 6              |
| Ирландия (IRMA)                       | 21             |
| Япония (Billboard Japan)              | 12             |
| Малайзия Malaysia (Billboard)         | 6              |
| Малайзия (RIM)                        | 4              |
| Нидерланды (Single Top 100)           | 60             |
| Новая Зеландия (Recorded Music NZ)    | 5              |
| ФилиппиныPhilippines (Billboard)      | 8              |
| Португалия (AFP)                      | 79             |
| Сингапур (RIAS)                       | 5              |
| ЮАР (TOSAC)                           | 20             |
| Швеция (Sverigetopplistan)            | 49             |
| Швейцария (Schweizer Hitparade)       | 96             |
| ОАЭ (IFPI)                            | 18             |
| Великобритания (UK Singles Chart)     | 15             |
| Великобритания (UK R&B Chart)         | 3              |
| США (Billboard Hot 100)               | 6              |
| США (Billboard Adult Top 40)          | 27             |
| США (Billboard Hot R&B/Hip-Hop Songs) | 3              |
| США (Billboard Mainstream Top 40)     | 1              |
| США (Billboard Rhythmic)              | 1              |

| Чарты (2024)                       | Позиция |
| ---------------------------------- | ------- |
| Австралия (ARIA)                   | 43      |
| Австралия (ARIA)                   | 6       |
| Канада (Canadian Hot 100)          | 50      |
| США (Billboard)                    | 79      |
| Новая Зеландия (Recorded Music NZ) | 26      |
| Филиппины (Philippines Hot 100)    | 21      |
| США (Billboard Hot 100)            | 19      |
| США (Billboard)                    | 5       |
| США (Billboard)                    | 12      |
| США (Billboard)                    | 4       |

## Сертификации
| Регион                                                                      | Сертификация  | Продажи   |
| --------------------------------------------------------------------------- | ------------- | --------- |
| Канада (Music Canada)                                                       | 2× Платиновый | 160 000   |
| Новая Зеландия (RMNZ)                                                       | 2× Платиновый | 60 000    |
| Великобритания (BPI)                                                        | Золотой       | 400 000   |
| США (RIAA)                                                                  | 2× Платиновый | 2 000 000 |
| Данные о продажах + прослушиваниях приведены только на основе сертификации. |               |           |

## Награды и номинации
| Год  | Награда                | Категория                     | Результат | Ссылка |
| ---- | ---------------------- | ----------------------------- | --------- | ------ |
| 2024 | BET Awards             | Награда BET HER               | Номинация | [ 72 ] |
| 2024 | MTV Video Music Awards | Песня лета                    | Номинация | [ 73 ] |
| 2024 | Billboard Music Awards | Лучшая песня в жанре R&B      | Номинация | [ 74 ] |
| 2025 | NAACP Image            | Лучшая песня в жанре Соул/R&B | Номинация | [ 75 ] |
| 2025 | Грэмми                 | Лучшая песня в жанре R&B      | Победа    | [ 76 ] |
| 2025 | Грэмми                 | Лучшее R&B-исполнение         | Номинация | [ 76 ] |

### Комментарии
1. ↑  Том Скиннер из NME предоставил описание "мерцающее" ("twinkly")[18], в то время как Мери Сироки из Consequence назвала песню «блестящей» («glittery»)[19]. Эти двое, а также Стивен Дж. Хоровиц из Variety и Талли Спенсер из HotNewHipHop, назвали «Saturn» мечтательной композицией[18][19][20][21]